# Stora Gransjön, Värmland
Stora Gransjön är en sjö i Sunne kommun i Värmland och ingår i Göta älvs huvudavrinningsområde. Sjön är 15 meter djup, har en yta på 0,688 kvadratkilometer och befinner sig 211,8 meter över havet. Sjön avvattnas av vattendraget Granån.

## Delavrinningsområde
Stora Gransjön ingår i det delavrinningsområde (666128-133179) som SMHI kallar för Utloppet av Stora Gransjön. Medelhöjden är 293 meter över havet och ytan är 42,11 kvadratkilometer. Det finns ett avrinningsområde uppströms, och räknas det in blir den ackumulerade arean 81,02 kvadratkilometer. Granån som avvattnar avrinningsområdet har biflödesordning 5, vilket innebär att vattnet flödar genom totalt 5 vattendrag innan det når havet efter 354 kilometer. Avrinningsområdet består mestadels av skog (85 procent). Avrinningsområdet har 2,56 kvadratkilometer vattenytor vilket ger det en sjöprocent på 6,1 procent.